# 非经典碳正离子
非经典碳正离子或非经典离子是有機化學中的一種碳正离子，含有三中心两电子键，σ键的电荷不只定域在一个原子上，「非经典离子」一詞一開始是由J.D. Roberts在1951年用來描述环丁烷正離子，但此在1949年化學家Saul Winstein就用這種離子解釋降冰片基化合物的反應性。
上述提及的化合物是exo-降冰片基和对溴苯磺酰基的化合物（下圖中標示1）及其endo異構物（下圖中標示3），而其反應是在乙酸中和乙酸鉀進行酰化反应。重要的是在亲核取代反应中二種異構物都產生了相同的生成物（下圖中標示2），而exo构型反應的反應速率是endo构型反應或是環己烷類似反應的350倍。

## 參照
- 碳正离子
- 2-降冰片基碳正离子
- 邻基参与效应
- 位阻效应
- 溶劑化

## 延伸閱讀
- Brown, H. C. (with commentary by P. v. R. Schleyer) The Nonclassical Ion Problem; Plenum Press:  New York /Springer 1977  （页面存档备份，存于）
- Moss, R.A. The 2-norbornyl cation: a retrospective J. Phys. Org. Chem. 2014 , 27, 374-379